# پریستری

پریستری (یونانی: Περιστέρι) شهری است در استان آتن یونان.